# Lợn Kiềng Sắt
Lợn Kiềng Sắt là một giống lợn bản địa Quảng Ngãi có tên gọi phổ biến là lợn Cỏ, theo cách gọi của người Hrê gọi là lợn Kiềng Sắt hay lợn cúng Giàng chúng có nguồn gốc tại xã Ba Vinh, huyện Ba Tơ là một trong những nơi được xem là quê gốc của giống lợn này Lợn Kiềng Sắt được nuôi chủ yếu bởi ba cộng đồng người dân tộc Người Hrê, người Kor, người Kdong, tên gọi của chúng đến nay chưa rõ lý do, khi nghe hỏi vì sao gọi là lợn Kiềng Sắt thì nhiều già làng cho biết rằng "Khi còn thấp như bụi cây nhỏ ngoài rừng thì đã nghe gọi tên này rồi". Chúng là một giống vật nuôi Việt Nam bản địa.
Chúng có những đặc điểm quý như dễ nuôi, khả năng chống chịu bệnh tốt, không kén ăn, chi phí đầu tư nuôi thấp, chất lượng thịt thơm ngon. Hiện nay số lượng lợn Kiềng Sắt còn rất ít, phân bố rải rác ở những vùng xa xôi, hẻo lánh, tập trung chủ yếu ở một số xã thuộc 2 huyện Ba Tơ và Sơn Tây. Cho đến nay, ở nhiều vùng của tỉnh Quảng Ngãi, người dân thuộc các dân tộc thiểu số vẫn chỉ nuôi và dùng lợn Kiềng Sắt để cúng vào các dịp lễ, tết khi thực hiện các nghi lễ và tập quán văn hoá. Giống lợn kiềng sắt nguyên gốc được ví gọi là lợn quý cúng giàng. Hiện nay giống lợn này đang trong tình trạng nguy cấp, nếu không có các biện pháp cấp bách, lợn bản địa của Quảng Ngãi có nguy cơ bị tuyệt chủng trong một vài năm tới.

## Đặc điểm
Lợn Kiềng Sắt có đặc điểm ngoại hình nổi bật là lông đen tuyền toàn thân, chân ngắn và nhỏ, thân ngắn và thon. Ưu điểm chính của lợn Kiềng Sắt là khả năng thích nghi cao với môi trường, tính chống chịu bệnh tốt, sử dụng được các loại thức ăn thô, nghèo chất dinh dưỡng, chi phí đầu tư nuôi thấp, chất lượng thịt thơm ngon. Nhược điểm lớn của các giống lợn bản địa này là tầm vóc nhỏ, năng suất thấp, khả năng sinh trưởng không cao so với các giống lợn ngoại nhập Dù nổi tiếng với thịt thơm ngon và từng được nuôi phổ biến ở các vùng miền núi trong tỉnh Quảng Ngãi, thế nhưng muốn tìm mua được lợn Kiềng Sắt thì phải đi bộ vào tận các bản làng vùng sâu thì mới có. 

### Ngoại hình
Giống lợn này có các đặc điểm ngoại hình cơ bản như lông đen tuyền toàn thân, da đen, mặt thẳng, mõm khá dài, chân thẳng, thân ngắn và thon, tai nhỏ vừa và thẳng vểnh lên trên. Chúng không có bộ lông dài, nanh nhọn và hung hăng như lợn rừng, hay da bóng và dạn dĩ như lợn nhà mà giống lợn kiềng sắt có nhiều đặc điểm khác biệt, với da màu sậm, lông thưa, mõm dài và nhọn, lưng thẳng, tai vểnh. Lợn Kiềng Sắt rất dễ nhận dạng như lông đen tuyền toàn thân từ khi đẻ ra cho đến lúc trưởng thành, da đen và mỏng, mặt thẳng, mõm khá dài và hơi nhọn, tai nhỏ vểnh thẳng lên trên, lưng thẳng, bụng thon Mõm dài, tai vểnh, lưng thẳng là những đặc điểm để phân biệt giống lợn này với đồng loại. Chúng có tầm vóc nhỏ, trọng lượng lợn kiềng sắt trưởng thành đạt từ 20–30 kg/con. 

### Thịt lợn
Giống lợn này chất lượng thịt thơm ngon, ít béo mỡ nên không gây ngán. Tỉ lệ nạc/thịt xẻ đạt 43%; khả năng giữ nước của thịt lợn Kiềng Sắt sau 24 giờ là 96%; không có dấu vết của hiện tượng tồn dư tetracylin, furazolidon và clenbuterol; chất lượng thịt mỡ tốt. Tỉ lệ stearic axit đạt 12%, palmitic axit đạt 20% và linoleic axit đạt 24,8% trong mỡ lợn. Chỉ số iod của mỡ đạt 64%. Đối với lợn lai, tỉ lệ stearic axit đạt 13%, palmitic axit đạt 25% và linoleic axit đạt 21%. Chỉ số iod của mỡ là 63% thấp hơn so với lợn Kiềng Sắt.
Ngoài chất lượng thịt ngon thì giống lợn Kiềng Sắt còn có bộ gene rất tốt, đặc biệt là gene chịu nhiệt, gene kháng bệnh, do đó nó có thể sống trong đầm lầy. Xác định được đa hình gene Leptin ở lợn Kiềng Sắt. Trong 9 mẫu DNA, tần số kiểu gene AA chiếm tỉ lệ cao nhất (77,7%), kiểu gene GA và GG chiếm tỉ lệ thấp (11%), kết quả phân tích đa hình gene PSS cũng chỉ ra rằng, hầu hết các mẫu nghiên cứu đều có kiểu gene đồng hợp tử NN, chỉ có một mẫu có kiểu gene dị hợp tử Nn là dữ liệu quan trọng trong công tác phát triển giống lợn Kiềng Sắt theo định hướng cho chất lượng thịt cao.

### Tập tính
Chúng đặc biệt là rất nhát, dù quen hay lạ nhưng thấy người là bỏ chạy đi chỗ khác, kể cả khi đã được đưa về nuôi khá lâu. Chúng còn lưu lại những tập tính của tổ tiên là lợn rừng là thích tắm và cần không gian rộng. Là loại lợn bản địa, với thức ăn chủ yếu là rau, củ và thường xuyên di chuyển nên thời gian nuôi của lợn kiềng sắt từ khi nhỏ đến lúc xuất chuồng từ 10-12 tháng, lâu hơn so với lợn nuôi thông thường từ 2-3 tháng. Nhìn chung, chúng có những đặc điểm quý là hả năng thích nghi cao, khả năng chống chịu bệnh tốt, sử dụng tốt các loại thức ăn thô, nghèo dinh dưỡng phù hợp với điều kiện chăm sóc của người dân địa phương, chi phí đầu tư nuôi thấp, chất lượng thịt thơm ngon.

### Sinh sản
Lợn nái Kiềng Sắt động dục lần đầu ở giai đoạn 146 ngày tuổi, trọng lượng cơ thể khi động dục lần đầu là 9,77 kg. Chu kỳ động dục của nái Kiềng Sắt là 21 ngày và kéo dài trong 4 ngày. Khi động dục lợn nái Kiềng Sắt thường có biểu hiện không rõ ràng và yên tĩnh hơn so với một số giống lợn khác. Mỗi năm lợn nái Kiềng Sắt đẻ khoảng 2 lứa. Số con đẻ ra trên lứa tăng dần từ lứa 1 đến lứa 3 (từ 4-9 con). Trọng lượng lợn sơ sinh trung bình 408g/con. Tỉ lệ lợn sơ sinh còn sống lúc 1 ngày tuổi bằng 95% so với số lợn con mới đẻ. Sau 3 tháng tuổi, lợn đạt trọng lượng trung bình 4 kg, 7 tháng tuổi là 14 kg, 11 tháng tuổi là 30 kg. Tiêu tốn thức ăn tinh của lợn Kiềng Sắt trung bình ở giai đoạn thí nghiệm là 4 kg TĂT/kg
Một nghiên cứu cho thấy, trên tổng số 15 con lợn cái và ba con lợn đực Kiềng Sắt được bố trí trên 3 trang trại thí nghiệm, trong đó mỗi trại có 5 lợn cái và 1 lợn đực. Lợn nái Kiềng Sắt được theo dõi các chỉ tiêu sinh sản qua 3 lứa đẻ (lứa 1-3). Kết quả cho thấy lợn nái Kiềng Sắt có tuổi động dục lần đầu ở 146,87 ngày tuổi. Trọng lượng cơ thể khi động dục lần đầu là 9,77 kg. Chu kỳ động dục của lợn nái Kiềng Sắt là 21,07 ngày, thời gian kéo dài động dục trung bình là 4,84 ngày. Khi động dục lợn nái thường có biểu hiện không rõ ràng và yên tĩnh hơn so với một số giống lợn khác. Mỗi năm lợn nái Kiềng Sắt đẻ khoảng 1,96 lứa. Số con đẻ ra trên lứa tăng dần từ lứa 1 đến lứa 3. Trọng lượng sơ sinh trung bình là 408,15g/con và không có sự sai khác có ý nghĩa thống kê giữa các lứa đẻ. Tỷ lệ lợn con sơ sinh sau 24 giờ khoảng 95,63%. Tỷ lệ con cai sữa so với thời điểm 24 giờ sau khi sinh đạt 100%. Trọng lượng lợn con khi cai sữa ở 59,73 ngày tuổi là 3,76 kg/con.
Lợn Kiềng Sắt rất phù hợp trong điều kiện nuôi thả ở vùng đồi núi. Tuy nhiên, hiện nay số lượng lợn Kiềng Sắt thuần chỉ còn lại rất ít, phân bố rất rải rác ở những vùng xa xôi hẻo lánh của các huyện miền núi như Ba Tơ, Tây Trà, Sơn Tây. Đến nay, tìm được lợn Kiềng sắt thuần chủng là điều rất khó khăn, tốn rất nhiều thời gian và công sức. Ở những vùng giao thông tương đối thuận tiện, sự giao lưu mua bán khá phát triển thì rất khó có thể tìm thấy lợn Kiềng Sắt thuần. Ở những vùng này, giống lợn Kiềng Sắt đã lai với các giống lợn khác, đặc biệt là lợn Móng Cái được du nhập từ những vùng khác đến. Sự du nhập của các giống lợn khác đã tạo ra con lai với lợn Kiềng Sắt với các mức độ khác nhau.

## Chăn nuôi

### Tình hình

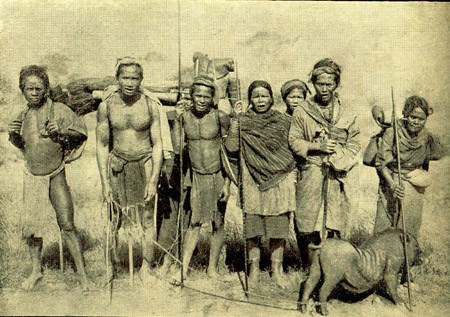
Một con lợn bản địa của người K'Ho

Những năm trước thì giống lợn này được bà con ở các bản làng trong xã nuôi nhiều. Nhà ít cũng 3-4 con, nhiều thì lên đến vài chục con. Việc giết lợn chỉ diễn ra vào những dịp cúng, lễ, mỗi lần như vậy, gia đình thường chọn miếng thịt ngon và đem cúng giàng (trời) trước tiên, rồi sau đó mới đem vào bếp để chế biến và ăn. Cho nên nhiều người còn gọi kiềng sắt là lợn cúng giàng Heo Kiềng sắt vẫn giữ đặc tính hoang dã nên phải làm sân chơi, có chỗ cho heo tắm. Loại heo này rất thích hợp với việc nuôi theo mô hình trang trại vì nó luôn chạy nhảy, luôn ủi đất nên lượng mỡ rất ít, thịt chắc. Dù tăng trưởng chậm, nuôi một năm heo Kiềng Sắt chỉ có trọng lượng chừng 30 kg nên giá thành cao gấp đôi heo thịt nhưng người tiêu dùng rất ưa chuộng.
Giống lợn này nuôi rất dễ và đơn giản. Chuồng trại dân dã, càng giao hòa với tự nhiên càng tốt. Lợn Kiềng Sắt rất dễ nuôi, ít bị dịch bệnh, chuồng trại dân dã, ít tốn thức ăn, thức ăn chủ yếu là các phế phụ phẩm nông nghiệp, một ngày chỉ cần đầu tư khoảng 2.000 đồng thức ăn tinh, có thể tận dụng các nguồn thức ăn ngoài tự nhiên như bèo, rau, củ thậm chí cả cỏ và ổi xanh. Ít tốn thức ăn, một ngày chỉ cần đầu tư từ 1.000 – 1.500 đồng thức ăn, một tháng khoảng 45.000–50.000 đồng. Với giá bán trên thị trường khoảng 80.000 đồng/kg, chỉ nuôi trong 6-7 tháng thì khó có vật nuôi nào hiệu quả kinh tế bằng nuôi giống lợn này Đối với lợn lai giữa lợn bản địa với lợn rừng, chỉ số thức ăn tinh tốn cho 1 kg tăng trọng là 3,5 kg TĂT/kg TT.
Sau thời gian nuôi thử nghiệm, đến nay, hầu hết số lợn nuôi tại các hộ đều sinh trưởng tốt, không bị dịch bệnh. Vì thế số lượng lợn trong các trại gia tăng nhanh chóng, đến tháng 11 năm 2009, số lượng lợn một hộ đã lên đến gần 80 con Với phương thức chăn nuôi này, giá bán chỉ 50.000 đồng/kg cũng đã có lãi. Về hiệu quả kinh tế, đến nay số lượng lợn bán ra ở các hộ nuôi từ 55-80 con, với giá bán thịt từ 80-100.000 đồng/kg hơi, mỗi hộ chăn nuôi thu về khoảng 43-60 triệu đồng, sau khi trừ chi phí còn lãi khoảng 50%. Đối với mô hình nuôi heo kiềng sắt, từ 50 con giống ban đầu, đến nay trung bình hằng năm, Trại Nghiên cứu xuất bán 500 con heo giống và 200 con heo thịt, với giá bán 150.000 đồng/kg thịt heo giống và 110.000 đồng/kg thịt thương phẩm. Heo kiềng sắt xuất bán đi khắp các tỉnh, thành phố trong cả nước, từng bước xây dựng Thương hiệu heo kiềng sắt của Quảng Ngãi.

### Nguy cơ
Trong những năm qua, việc du nhập các giống heo ngoại có năng suất cao và giống lai tạo là nguyên nhân chính gây nên sự suy giảm mạnh và có nguy cơ mất hẳn nguồn gen giống lợn bản địa Kiềng Sắt. Giống này nuôi lâu nhưng nhẹ ký hơn giống lợn ở miền xuôi mang lên nên hiệu quả kinh tế kém, tình trạng lai tạp với các giống lợn khác nên giống nguyên gốc lợn kiềng sắt mất dần Giống heo Kiềng Sắt hiện còn rất ít, phân bố rải rác ở những vùng xa xôi, hẻo lánh ở các huyện miền núi và được nuôi bởi 3 cộng đồng người dân tộc là Hre, Cor, Kdong tại 6 huyện miền núi. Ngoài ra, lợn bản địa còn bị lai tạp với một số giống lợn khác làm cho số lượng lợn bản địa thuần ngày càng ít đi.
Do nhu cầu tiêu thụ thịt lợn tăng lên, trong khi đó nhược điểm lớn là tầm vóc nhỏ, năng suất thấp, khả năng sinh trưởng không cao và công tác giống không được chú trọng đã dẫn đến chất lượng đàn giống bị ảnh hưởng rất lớn. Trong vòng 10 năm qua, nhiều giống lợn ngoại đã được nhập vào như lợn Landrace, lợn Yorkshire, lợn Duroc, lợn Hampshire, việc du nhập các giống lợn ngoại có năng suất cao và giống lai tạo là nguyên nhân lớn nhất gây nên sự suy giảm mạnh và có nguy cơ mất hẳn nguồn gen các giống lợn bản địa, trong đó giống lợn bản địa của Quảng Ngãi (lợn Kiềng sắt) cũng không nằm ngoài tình trạng đó.

## Bảo tồn

### Lưu giữ
Trước nguy cơ tuyệt chủng các loại giống cây trồng, vật nuôi bản địa, tỉnh Quảng Ngãi quyết định chọn bốn loại giống cây trồng, vật nuôi bản địa, gồm: lợn Kiềng Sắt, gà H’re (còn gọi là gà Re), quế Trà Bồng và tỏi Lý Sơn để lưu giữ, bảo tồn các nguồn gen mang những đặc điểm duy truyền quý, bảo vệ đa dạng sinh học. Trước nguy cơ bị xóa sổ nên từ năm 2013 đến năm 2015, cán bộ Trại nghiên cứu thực nghiệm ứng dụng công nghệ sinh học (Sở KHCN Quảng Ngãi) đã lặn lội vào tận các bản làng vùng sâu ở nhiều huyện miền núi, như: Ba Tơ, Sơn Hà, Trà Bồng tìm chọn được 40 con, có trọng lượng từ 7–9 kg/con và đưa về nuôi bảo tồn ở tại xã Hành Thuận, huyện Nghĩa Hành.
Hiện nay có một cơ số lợn kiềng sắt đang được nuôi bảo tồn tại Trại nghiên cứu thực nghiệm ứng dụng công nghệ sinh học Quảng Ngãi, tuyển chọn và lưu giữ giống lợn bản địalợn Kiềng Sắt, chăn nuôi lợn trên nền chuồng bằng đệm lót sinh học. Đến nay, số lượng lợn kiềng sắt tại Trại nghiên cứu thực nghiệm ứng dụng công nghệ sinh học đã phát triển lên trên 200 con lớn nhỏ. Và đến thời điểm này, đây là nơi sở hữu giống lợn kiềng sắt đạt chuẩn lớn nhất ở Quảng Ngãi. Ngoài duy trì 50 con có tiêu chuẩn tốt nhất được nuôi để bảo tồn, số còn lại được trại nuôi để bán giống, thịt cho nhu cầu, với giá đối với lợn trưởng thành là 100.000 đồng/kg hơi và 150.000 đồng/kg con giống, đắt hơn gấp 2 lần so với lợn bình thường
Việc tìm kiếm tuyển chọn rất khó khăn. Suốt hơn 2 năm liền, ở trung tâm phải lặn lội khắp 6 huyện miền núi trong tỉnh mới tìm được 40 con heo Kiềng Sắt, trong quá trình nuôi, cán bộ kỹ thuật của trung tâm theo dõi, ghi chép tỉ mỉ sự phát triển, sinh sản của số heo Kiềng Sắt đã tìm được để từ đó loại thải, tuyển chọn những con thuần chủng. Đến nay, tại Trung tâm đang chăm sóc 50 cá thể heo Kiềng Sắt thuần chủng, trong đó có năm con đực và 45 con cái. Thông qua việc bảo tồn các cá thể heo Kiềng Sắt bản địa nhằm lưu giữ nguồn gen quí nhằm phục vụ cho việc nghiên cứu bảo tồn nguồn heo bản địa, Quảng Ngãi đang xúc tiến việc lai tạo heo Kiềng Sắt thương phẩm cung ứng giống cho người dân ở các vùng núi và các trang trại chăn nuôi tập trung, quy mô lớn để phát triển ngành chăn nuôi một cách bền vững, tạo sản phẩm sạch và an toàn vệ sinh thực phẩm.

### Nghiên cứu
Đã có nghiên cứu phát triển các giống lợn bản địa cho hệ thống chăn nuôi trong các trang trại kết hợp ở vùng trung du và đồi núi nhằm sản xuất thịt lợn chất lượng cao và an toàn phục vụ thị trường tiêu dùng trên địa bàn tỉnh Quảng Ngãi. Đề tài đã triển khai xây dựng 3 mô hình tại 3 vùng sinh thái khác nhau tại hộ ở thôn Hoà Sơn, xã Hành Phước, huyện Nghĩa Hành với quy mô chuồng trại lên 1.000 m2; tại thôn Tình Phú Nam, xã Hành Minh, huyện Nghĩa Hành và thôn 1, xã Long Hiệp, huyện Minh Long. Với mục đích nghiên cứu, bảo tồn và nhân rộng lợn Kiềng Sắt trên địa bàn tỉnh Quảng Ngãi nhằm duy trì sự đa dạng sinh học vật nuôi, đồng thời tăng cường sử dụng tiềm năng của địa phương để phát triển các hệ thống chăn nuôi lợn phù hơp với điều kiện tự nhiên, điều kiện chăm sóc nuôi dưỡng khác nhau, góp phần tạo sinh kế bền vững cho người dân vùng đồi núi, tạo sản phẩm sạch, an toàn, có chất lượng cao phù hợp với nhu cầu tiêu dùng ngày càng gia tăng của xã hội
Trường Đại học Nông Lâm Huế đã tiến hành thực hiện đề tài Nghiên cứu phát triển các giống lợn bản địa cho hệ thống chăn nuôi trong các trang trại kết hợp ở vùng trung du và đồi núi nhằm sản xuất thịt lợn chất lượng cao và an toàn phục vụ thị trường tiêu dùng trên địa bàn tỉnh Quảng Ngãi. Đề tài đã thực hiện được các nội dung nghiên cứu chủ yếu như điều tra thực trạng của lợn Kiềng Sắt trên địa bàn tỉnh Quảng Ngãi; nghiên cứu một số chỉ tiêu sinh trưởng và sinh sản của lợn Kiềng Sắt được nuôi trong điều kiện trang trại kết hợp ở vùng núi của tỉnh Quảng Ngãi, nghiên cứu các chỉ tiêu năng suất và chất lượng thịt của lợn Kiềng Sắt; nghiên cứu sinh trưởng, phát triển và chất lượng thịt của lợn lai giữa lợn bản địa ở Quảng Ngãi với lợn rừng.